# 대일시스템
대일시스템(DAEIL SYSTEMS)은 '제진대(Vibration Isolation System)'를 개발, 설계, 제조하는 대한민국의 미세진동 제어 시스템 제조 기업이다. 제진대는 나노 스케일 이미징을 수행하는 초정밀 측정장비에 영향을 줄 수 있는 저주파 진동을 제어하는 장비를 말한다.
경기도 용인시에 본사가 있고, 북미, 남미, 유럽, 아시아, 오세아니아 등 40여 개 지역에 판매망이 있다.

## 회사 개요
1984년 산업기계 및 자동화 시스템 제작 업체인 대일기공으로 시작해, 1988년 '대일시스템'으로 상호를 변경했다. 이듬해에는 국내 최초, 국내 기술로 미세진동 제어 시스템을 개발하고 해당 기계 전문 판매업체로 전환했다.
이후 제진대 시장에서 다양한 종류의 제품을 선보이며 2024년 현재, 국내  점유율 1위를 유지하고 있다.
2016년에는 57.6억 원, 2020년에는 62.4억 원, 그리고 2022년에는 108억 원의 매출액을 기록했다. 2022년 영업이익은 전년대비 75% 증가한 31.7억 원으로 나타났다.
주력 제품인 제진대는 진동에 민감한 초정밀 장비에 영향을 주는 저주파 진동 제어가 가능한 플랫폼으로,
생명과학, 광학, 레이저, 정밀측정기, 전자현미경과 같은 나노계측이 필요한 연구 및 반도체, 디스플레이 등 산업 분야의 제품개발, 관리 그리고 생산공정에 도입되는 초정밀 측정 분야에 활용되고 있다.
대일시스템은 국내 제진대 시장을 선도하는 대표 기업으로 글로벌 시장을 개척 중이다.

## 사업장
본사 : 대한민국 경기도 용인시 처인구 원삼면 맹리로 40

공장 : 대한민국 경기도 용인시 처인구 원삼면 맹리로 40

부설 연구소 : 대한민국 경기도 용인시 처인구 원삼면 맹리로 40

제2공장 : 대한민국 경기도 용인시 처인구 원삼면 맹리로 40

## 연혁
2023년 12월 제60회 무역의 날 500만불 수출의 탑 수상
2019년 5월 글로벌 강소기업 지정

2017년 능동제진장치 관련 지식재산권 확보

2016년 12월 용인시 처인구 제2공장 증축

2013년 12월 R&D 연구소 판교 이전
2007년 12월 국내 최초 액티브(능동형) 제진대 개발

2001년 8월 기업부설연구소 설립

2000년 2월 병역특례업체 지정

2000년 1월 용인에 공장 및 본사 신축 이전
1999년 10월 신기술 벤처기업 지정

1998년 5월 유망선진기술기업으로 선정

1997년 1월 수출개시(미국U.S$610,000)

1996년 3월 무역업(갑류) 등록(등록번호: 11313209)

1996년 2월 (주)대일시스템으로 개인에서 법인전환

1993년 3월 광학테이블 개발 완료
1989년 2월 최초로 제진대 국산화 개발완료 및 생산 제진대 제작 전문업체로 전환

1988년 1월 대일시스템으로 상호 변경

1984년 2월 산업기계/자동화 설비 제작업체인 대일기공 설립

## 같이 보기
중소벤처기업진흥공단

한국산업기술시험원

아주대학교산학협력단

## 보유기술
특허권 - 능동형 제진장치(2016)

특허권 - 수동자동조심형 수동수평레벨조절기구를 갖는 미세진동제어장치(2016)

특허권 - 능동형 제진장치 이용한 이송장치의 외란 제어방법(2019)

특허권 - 능동형 제진장치(2019)

## 주요 제품
1. 액티브 제진대(Vibration isolation)
반도체, 디스플레이, NanoFab, Nano Research 등 대부분의 초정밀 공정 및 측정 연구분야에서 기존의 Passive 제진대(passive vibration isolation)에 센서와 액추에이터(Actuator)를 장착하고 피드백과 피드포워드 알고리즘을 임베드하여 저주파 대역(1-10Hz)의 미세진동을 효과적으로 제어하기 위한 장치이다.
- DVIA-T : 자동 수평 조절 기능과 사용자 편의성을 갖춘 탁상형 액티브 제진대
- DVIA-M : 장비 내부에 설치되어 우수한 저주파 진동제어 및 감쇠 성능을 보여주는 빌트인 액티브 아이솔레이터
- DVIA-ML : 전자현미경에 사용되는 액티브 제진대로 저주파 대역에서 뛰어난 제진 성능을 제공하는 저상형 액티브 제진대
- DVIA-MB : 모든 전자현미경 모델에 맞도록 설계된 다용도 베이스형 공압식(pneumatic) 액티브 제진대
- DVIA-MO : 기존의 패시브 광학테이블에 액티브 제진시스템을 적용하여 저주파 대역에서 뛰어난 제진성능을 제공
- DVIA-U : 장비 무게와 치수에 맞게 설치가 가능한 모듈러형(modular) 액티브 제진대
- DVIA-UD : 앉아서 장비를 사용할 수 있도록 사용자 편의성을 갖춘 데스크형 제진대
- DVIA-UB : 고하중, 무게 중심이 높은 장비에 적합한 베이스형 스프링식(spring) 액티브 제진대
- DVIA-P : 반도체 및 디스플레이 초정밀 측정 장비에 적합하며 스테이지 안정화와 저주파 대역의 진동제어에 뛰어난 공압식 서보밸브형 액티브 제진대
2. 광학 테이블(Optical Table)
광학 연구 및 레이저 실험에 사용되는 특수한 플랫폼으로, 외부 요인의 영향을 최소화하여 광학 장비를 안정적으로 배치하고 조정할 수 있도록 설계되어 미세한 움직임이나 진동을 흡수하고 차단하여 실험 결과의 정확성과 신뢰성을 보장한다. 주로 광학 레이저 실험, 레이저 인터페로미터(Interferometer), 광학 미러, 렌즈 등 다양한 광학장비를 안정적으로 지지하고 위치를 조정하는 데 사용된다.
- DVIO-B : 광학정반, 브레드보드, 벌집모양의 허니콤 스틸 코어 적층 구조로되어있어, 코어밀도를 높여 뛰어난 정적 및 동적 강성을 제공
- DBIO-S : 서포트
(1) Pneumatic Support(Tie-Bars & Casters) : 고유진동수를 최대한 낮게 설계하여 지반진동이 광학테이블 위에 설치된 장비에 전달되지 않도록 제작된 공압식 서포트. 프레임끼리 용접되고 케스터가 달려 이동이 편리한 구조의 서포트 형태.
(2) Rigid Support(Tie-Bars & Casters) : 진동에 덜 민감한 광학 실험을 위한 리지드 서포트. 프레임끼지 용접되고 케스터(caster)가 달려 이동이 편리한 구조의 서포트 형태.
(3) Self-Standing Type : 고유진동수를 최대한 낮게 설계하여 지반진동이 광학테이블 위에 설치된 장비에 전달되지 않도록 제작된 공압식 서포트. 독립식 구조의 서포트 형태.
3. 워크스테이션(Vibration Isolation Workstation)
화학, 물리학, 생물학, 생명과학 분야 등 실험실 기반 연구들의 진동을 효과적으로 제어하기 위한 데스크형 장치이다.
- DVID-L : 인체공학적 구조로 설계되어 사용자에게 편리한 실험 환경을 제공하는 Lab Workstation
- DVID-C : 고청정도 클린룸 내에서 사용을 위한 Cleanroom Workstation
- DVID-H : 인체공학적 구조로 설계되고 상판은 M6 탭으로 구성 Optical Workstation
- DVID-T : 작고 가벼운 측정 장비에 적합한 Tabletop Workstation
4. 저상형 제진대(Low-Profile Pneumatic Vibration Isolation Platform)
대형 기기나 고중량 장비의 제진에 적합한 맞춤형 고성능 제진대
- DVIP-C : 무게 중심이 장비 윗부분에 있는 장비에 적합한 크래들형 공압식 제진대
- DVIP-B : 고중량 장비에 적합한 베이스형 공압식 제진대
5. 공압식 아이솔레이터(Pneumatic Vibration Isolators)
반도체, 디스플레이 분야의 검사 및 측정장비에 적합한  장비용 제진 마운트
- DVIM-G : 가장 낮은 고유진동수를 가지고 있어 패시브 아이솔레이터 중 가장 높은 제진성능의 고성능 공압식 아이솔레이터
- DVIM-M : 표준 모델 멤브레인(membrane) 공압식 아이솔레이터
- DVIM-F : 다용도의 비용 효율적인 에어스프링 공압식 아이솔레이터
6. 독립기초 제진대(Vibration Isolated Foundation)
DVIF : 반도체 및 디스플레이 생산라인에 설치되며 access floor부터 격리시켜 진동에 민감한 장비들의 제 성능 발휘를 위해 설계된 독립 기초형 제진대
7. 음향차폐장치(Acoustic Enclosures)
- DAE Series : 소음(acoustic noise)에 매우 민감한 장비에 적합한 탁상형 음향차폐장치(Tabletop Acoustic Enclosure)
- DSE Series : 전자 현미경(SEM)용으로 특수 설계된 음향차폐장치(EM Acoustic ENclosure)

## 주요 기술력
- 국내 최초 미세진동 제어 시스템 개발
- 국내 최초 광학테이블 개발
- 국내 최초 능동형(액티브) 제진대 개발

## NICE평가정보
https://www.nicebizinfo.com/ep/EP0100M002GE.nice?kiscode=422711